# Виверження вулкана Мауна-Лоа (2022)
Виверження вулкана Мауна-Лоа 2022 року — найбільший у світі вулкан, розташований на острові Гаваї, почав вивергатися 27 листопада 2022 року вперше з 1984 року, коли почалося виверження в Мокуавеовео, вершині кальдери Мауна-Лоа.

## Виверження

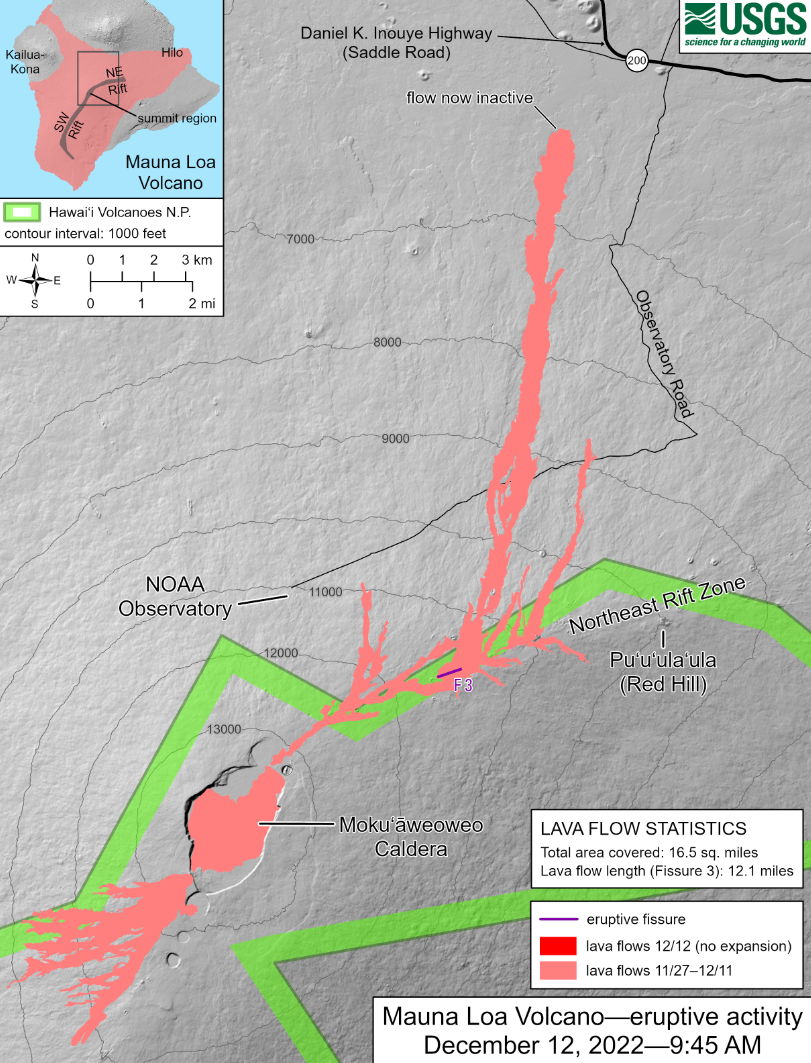
Мапа потоків лави (регулярно оновлюється)

Виверження сталося о 23:30 за північноамериканським часом. Активні жерла спочатку були приурочені до кальдери. Потоки лави, що розлилися в результаті виверження, було видно з Кайлуа-Кона. Через кілька годин після початку виверження воно мігрувало з вершинної кальдери до північно-східної рифтової зони з тріщинами, що живлять нові потоки лави. Спочатку в північно-східній рифтовій зоні виникло три тріщини, і станом на 13:30 лише найнижча тріщина залишалася активною. 28 листопада лавові фонтани почали вивергатися вздовж тріщин, причому більшість із них досягали кількох метрів у висоту, але найвищі були 100–200 футів (30–60 м) у висоту. Потоки лави з вищих тріщин зупинилися приблизно за 11 миль (18 км) від сусідньої дороги.
Постійний землетрус почався о 14:25  з найбільшим землетрусом магнітудою (M L) 4,2. Станом на 29 листопада Геологічна служба США зафіксувала принаймні 198 землетрусів магнітудою вище 1,2. Гавайська обсерваторія вулканів (HVO) підняла рівень тривоги щодо вулканічної активності на Мауна-Лоа з «консультативного» до «попереджувального».
Геологічна служба США заявила, що потоки лави не загрожують населеним пунктам, що спускаються вниз, і що є ознаки того, що виверження залишиться обмеженим північно-східною рифтовою зоною, але попереджає, що гази, попіл і тонкі нитки вулканічного скла, відомі як волосся Пеле, можуть переноситися вітром виверження.
Національна метеорологічна служба (NWS) опублікувала попередження щодо випадання попелу до 22:00 за північноамериканським стандартним часом 28 листопада, попереджаючи, що в деяких частинах острова може накопичуватися до чверті дюйма попелу.